# Susana Díaz
Susana Díaz Pacheco (Siviglia, 18 ottobre 1974) è una politica e avvocata spagnola, presidente della comunità autonoma dell'Andalusia dal 2013 al 2019, ed esponente del PSOE.

## Biografia
Susana Díaz è figlia maggiore di José Díaz, un idraulico consigliere comunale di Siviglia, e sua moglie, una casalinga dalla quale ha avuto altri tre figli. 
Ha studiato giurisprudenza presso l'Università di Siviglia.
Nel 2002 si è sposata con José María Moriche di Siviglia nella Cappella della Esperanza di Triana.

### Carriera politica

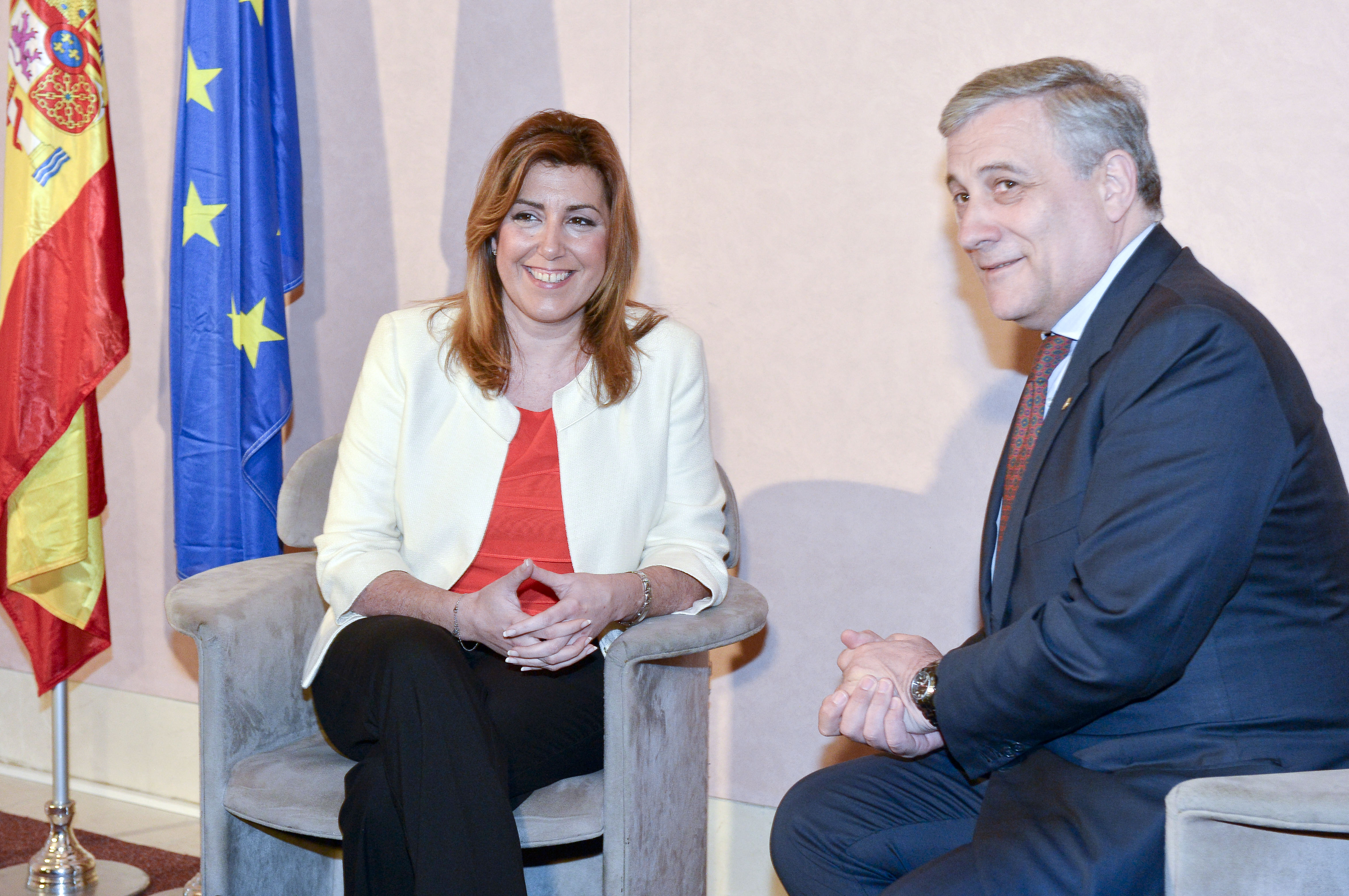
Susana Díaz con Antonio Tajani nel 2014

Susana Díaz è stata eletta segretaria dell'Organizzazione della gioventù socialista dell'Andalusia nel 1997. Nelle elezioni del giugno 1999 è stata inclusa nella lista del PSOE alla città di Siviglia ed è stata eletta come consigliere e, Alfredo Sánchez Monteseirín come sindaco.
Ha ricoperto diverse posizioni politiche (deputata nel Congresso dei deputati tra il 2004 e il 2008, deputata per Siviglia nel Parlamento andaluso dal 2008, e senatrice per l'Andalusia tra il 2011 e il 2012) e all'interno del Partito Socialista (segretaria della sezione di Siviglia tra il 2004 e il 2010 e dell'Andalusia da marzo 2010 a luglio 2012).
Nel 2013 è stata eletta presidente dell'Andalusia, dopo le dimissioni di José Antonio Griñán; fu rieletta nuovamente nel 2015, dopo la vittoria-anche se con maggioranza relativa-alle elezioni regionali di quell'anno. Mantenne la carica fino al gennaio del 2019, quando non riuscì a farsi rieleggere dopo le elezioni regionali del precedente 2 dicembre 2018.
Data per favorita alle primarie del PSOE del 2017, è sconfitta da Pedro Sánchez.